# 湯山弥五右衛門
湯山 弥五右衛門（ゆやま やごえもん、慶安3年（1650年） - 享保2年11月30日（1718年1月1日））は、江戸時代中期の治水家。

## 経歴・人物
相模国足柄上郡川村山北（現：神奈川県足柄上郡山北町）で代々名主を務める湯山家に生まれる。父は理右衛門。元禄16年（1703年）の元禄地震、宝永4年（1707年）の宝永大噴火による用水破壊による洪水で荒廃した村のため、同6年（1709年）幕府勘定奉行中山時春に皆瀬川の流路変更を願い出たが、多大な費用を必要とするとし不許可となる。しかし、幕府へ訴えた結果、同年11月許可。伊勢国津藩藤堂氏による御手伝普請が行われ、酒匂川本流に通じる堀割工事を完成。これにより村は復興した。
大正13年（1924年）、従五位を追贈された。